# Sõmerpalu (vlek)
Sõmerpalu (Duits: Sommerpahlen) is een plaats in de Estlandse gemeente Võru vald, provincie Võrumaa. In 2021 had de plaats 308 inwoners. Sõmerpalu heeft de status van groter dorp of vlek (Estisch: alevik). Ten noorden en ten westen van de vlek ligt een dorp (Estisch: küla), dat ook Sõmerpalu heet. Het wordt meestal Sõmerpalu küla genoemd om het te onderscheiden van de vlek.
Sõmerpalu was tot in oktober 2017 de hoofdplaats van de gelijknamige gemeente. In die maand werd de gemeente bij de gemeente Võru vald gevoegd.
De Tugimaantee 69, de secundaire weg van Võru naar Tõrva, komt door Sõmerpalu. Ook de rivier Võhandu stroomt door Sõmerpalu. In het dorp Mustassaare ten zuiden van Sõmerpalu ligt het station Sõmerpalu aan de spoorlijn Valga - Petsjory, die in 2001 voor reizigersverkeer gesloten is.

## Geschiedenis
Sõmerpalu werd voor het eerst vermeld in 1555. Toen bestond er al een kasteel, dat gebouwd was in opdracht van Georg Kursel, stiftvoogd van het Prinsbisdom Dorpat. De stiftvoogd was de hoogste wereldlijke functionaris binnen een bisdom. Kursel was ook de eerste eigenaar van het landgoed Sommerpahlen over wie documentatie bewaard is gebleven. Van het kasteel is vrijwel niets over. Op het terrein van het kasteel is in de jaren zestig van de 19e eeuw het landhuis gebouwd.
In 1766 werd het landgoed gesplitst in vier delen: de landgoederen Sommerpahlen, Jerwen (Järvere), Lühnen (Lilli-Anne) en Mustel (Mustja). In 1867 werden deze vier landgoederen met het landgoed Petrimois (Peetrimõisa in de gemeente Kanepi) weer samengevoegd tot één landgoed Sommerpahlen.
Vanaf 1761 was Sommerpahlen in handen van de familie von Möller. De laatste eigenaar voor het landgoed in 1919 door het onafhankelijk geworden Estland werd onteigend, was Friedrich von Möller. Het landhuis, een asymmetrisch bouwwerk met twee woonlagen, is gebouwd in baksteen en voorzien van een pleisterlaag. Het heeft een lange vleugel en een korte vleugel met een toren op het uiteinde. Na 1919 werd het gebouw een school, daarna kwam het in particuliere handen. In de jaren tien van de 21e eeuw is het pand gerestaureerd.
Tussen 1912 en 1939 lag bij Sõmerpalu een Duitse nederzetting, Heimtal, waar ongeveer veertig families woonden, die afkomstig waren uit het Oekraïense Wolynië. Ze hadden een eigen school en toen ze in 1939 moesten vertrekken als gevolg van het Molotov-Ribbentroppact, was een eigen kerkje in aanbouw. In de volgende jaren werd het kerkje afgebouwd. In 1993 werd het in gebruik genomen als bijkerk van de kerk van Urvaste. De kerk staat in het dorp Lilli-Anne.
In de jaren twintig van de 20e eeuw ontstond op het voormalige landgoed Sommerpahlen een nederzetting Sõmerpalu. In de jaren zeventig werd deze gesplitst in Sõmerpalu I en II en in 1977 werden die twee weer samengevoegd tot de vlek Sõmerpalu.

## Foto's

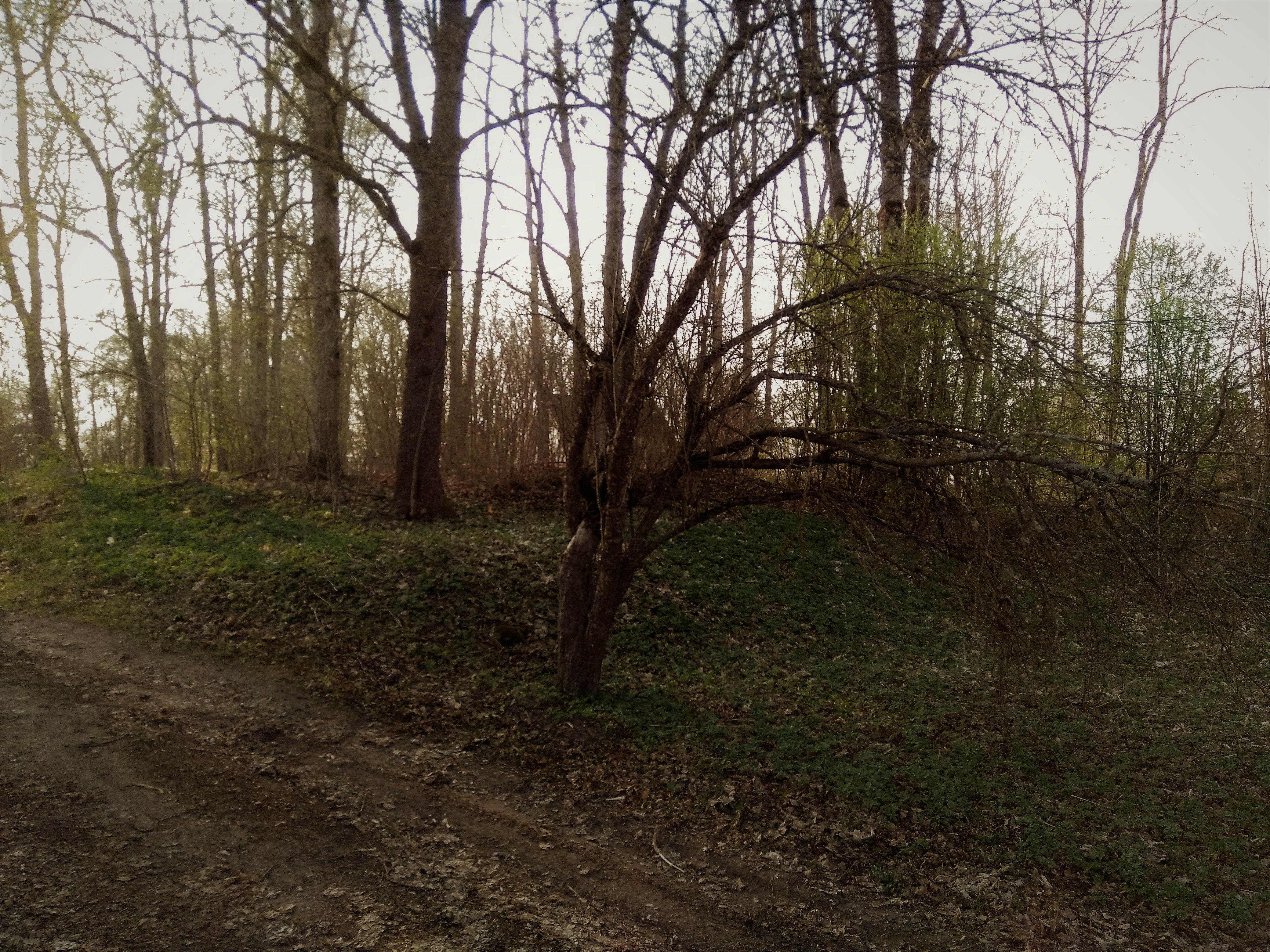
De plaats waar het kasteel heeft gestaan
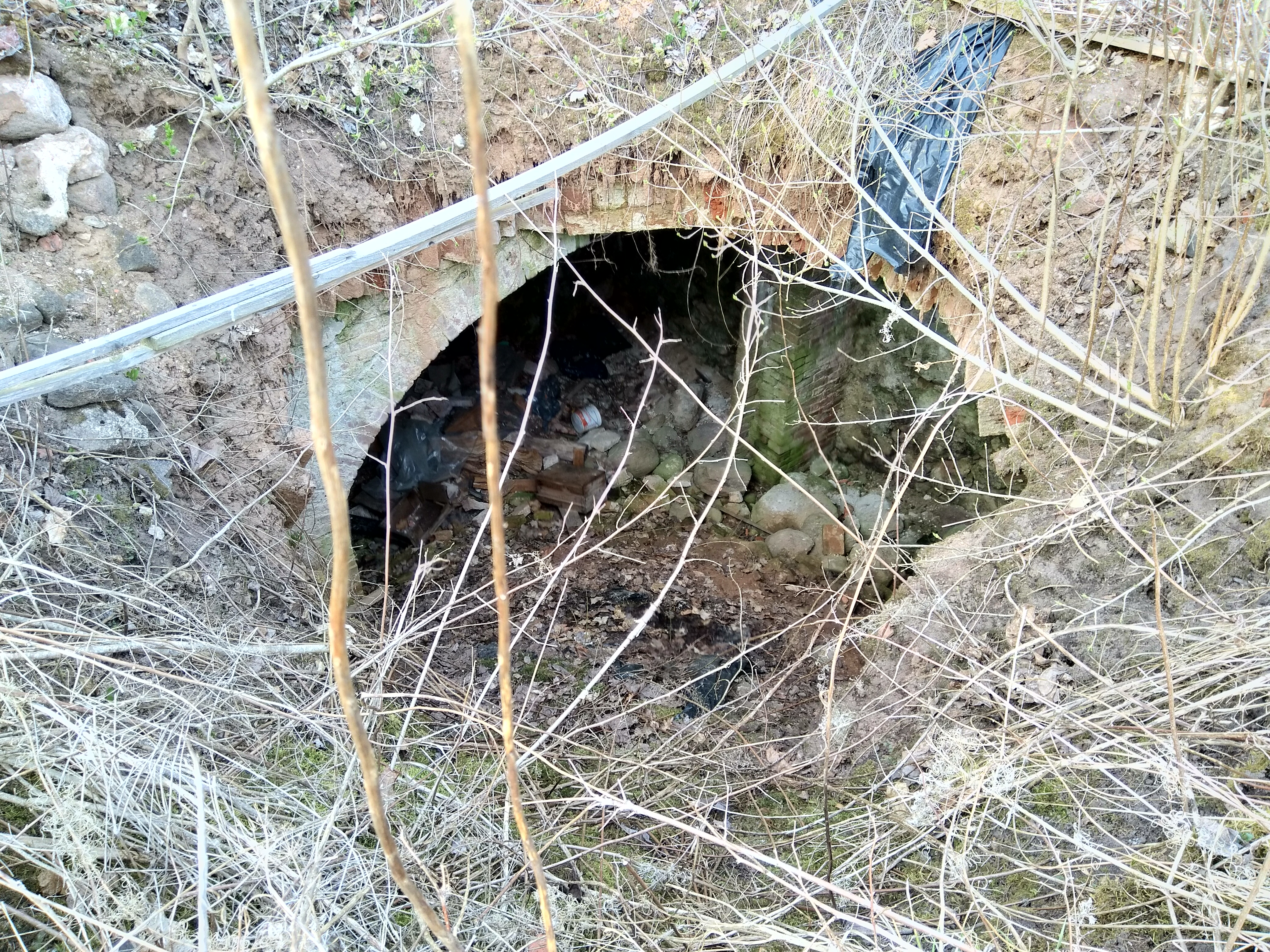
Vermoedelijk een restant van een kelder van het kasteel
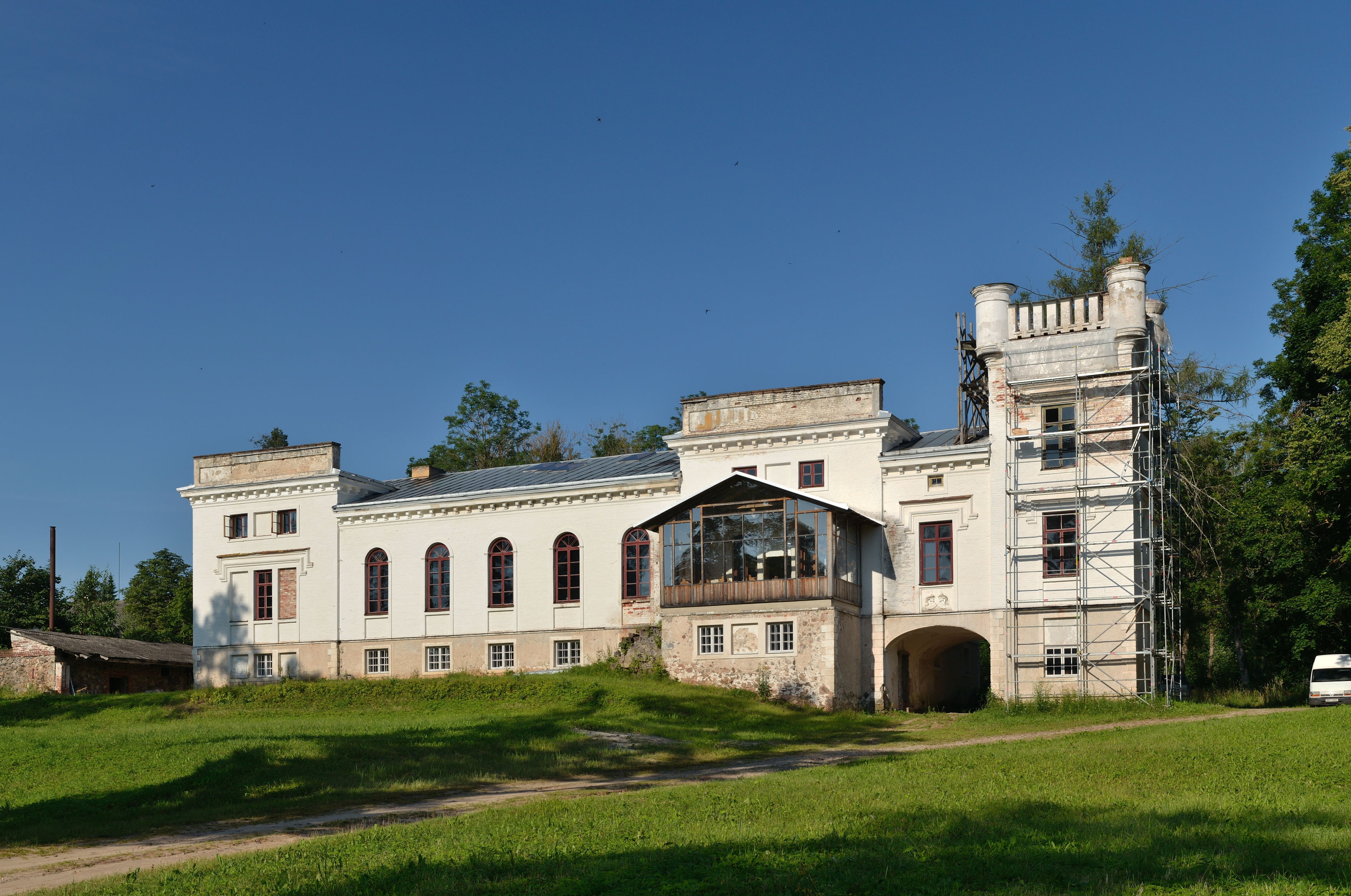
Het landhuis in 2012
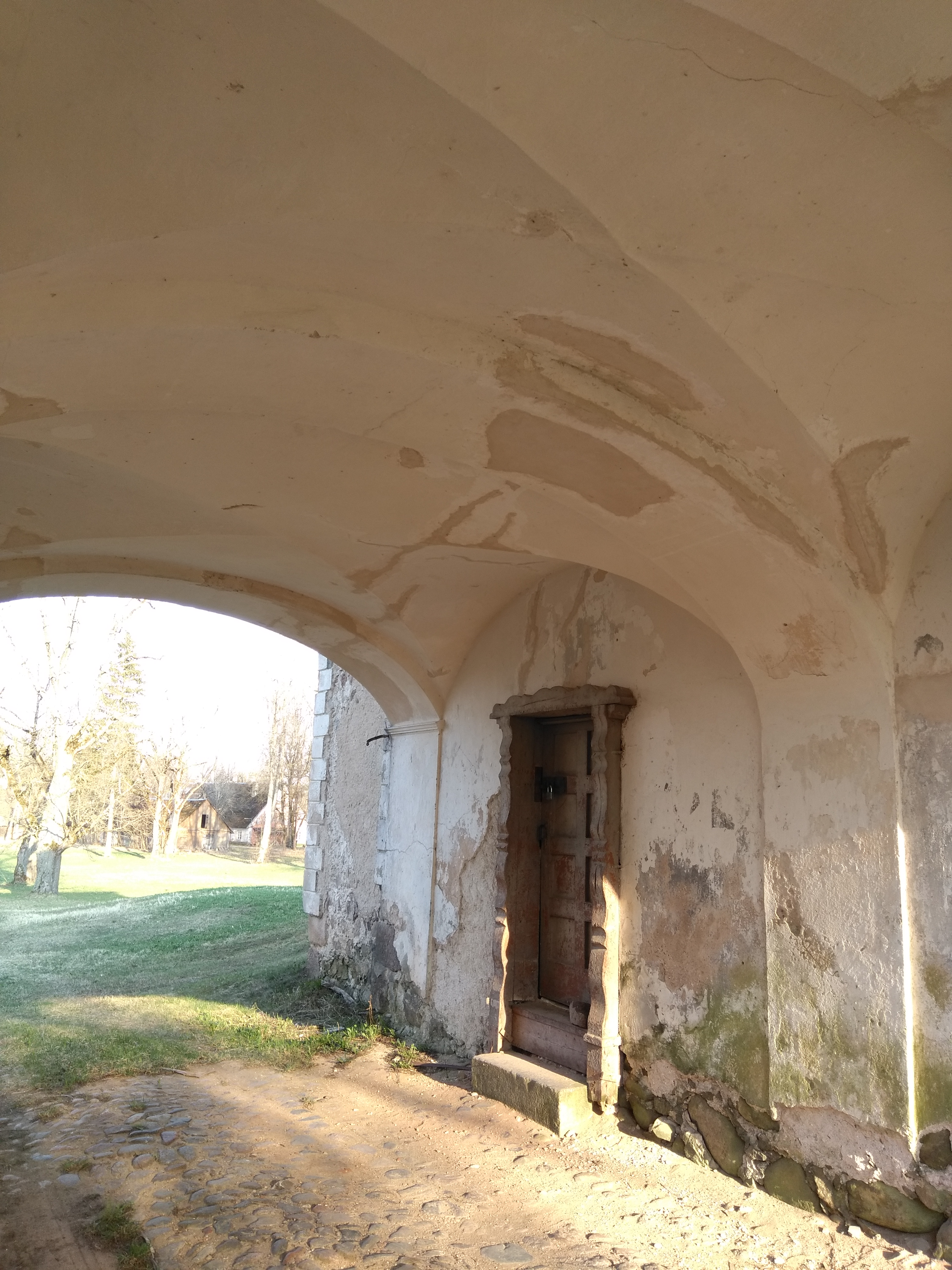
De poort
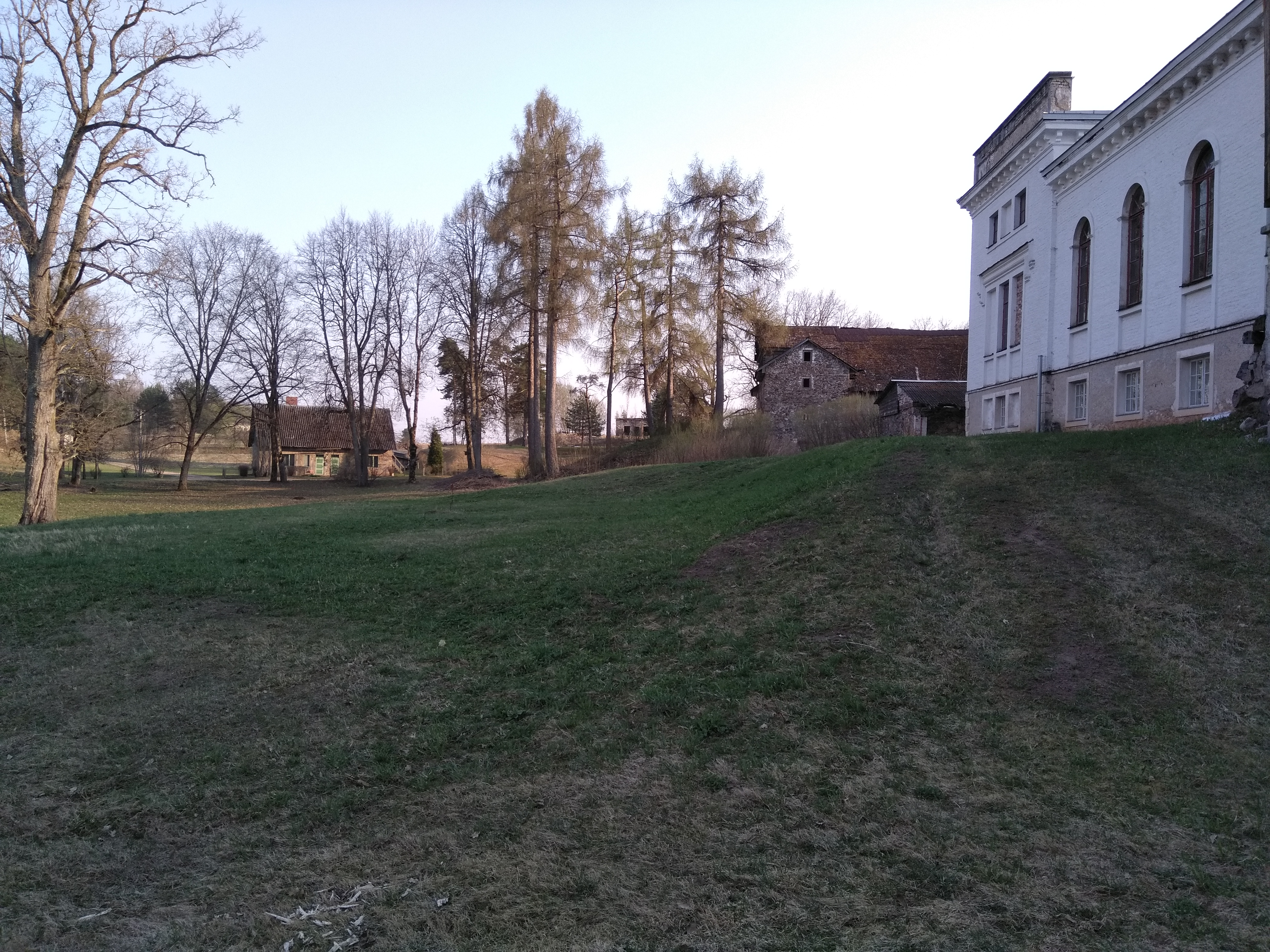
De omgeving van het landhuis